# دومینیک گوپه
دومینیک گوپه (انگلیسی: Dominic Gape؛ زادهٔ ۹ سپتامبر ۱۹۹۴) بازیکن فوتبال اهل بریتانیا است.
از باشگاه‌هایی که در آن بازی کرده‌است می‌توان به باشگاه فوتبال ساوت‌همپتون اشاره کرد.